# Храм Покрова Пресвятой Богородицы в агрогородке Довск
Храм Покрова Пресвятой Богородицы (бел. Свята-Пакроўская царква) — православный храм в Довске Рогачёвского района Гомельской области Беларуси. Расположен в центре агрогородка.

## История
В 1860 году почтовую станцию из деревни Ямное перенесли в д. Довск и в этом же году в д. Малашковичи сгорела церковь.
После восстания 1863—1864 гг. правительство выделило средства для строительства православных храмов по всей территории Белоруссии. В рамках этой программы были выделены средства и на возведение нового храма в Малашковичах, но местные власти решили построить его в Довске.
Довская церковь Покрова Пресвятой Богородицы была построена в 1864 году. Здание каменное. До этого ближайшая церковь находилась в д. Малашковичи. В 1860 году здесь служил священнослужитель Антоний Юркевич.
В 1874 и 1888 годах церковь была капитально отремонтирована. К ней была приписана Кривская Николаевская церковь. В состав прихода входили: Довск, Малашковичи, Кусочки (наст. Рощино), Ямное, Кривск.
В 1935 году церковь была закрыта и использовалась в хозяйственных целях. В стенах здания размещался склад, магазин, ресторан.
В июле 1990 года была передана райисполкомом православной общине. Сейчас при храме действует воскресная школа и библиотека.
Храм является памятником архитектуры.

## Архитектура
Решена в формах архитектуры классицизма и ретроспективно-русского стиля. Центрическое крестообразное в плане здание завершено куполом на восьмигранном барабане, ризалиты по граням — невысокими щитами. Проёмы окон и дверей окаймлены арочными архивольтами. К апсиде присоединён прямоугольный в плане административный корпус.

## Музей
При Храме действует Музей православия.